# Danny Rubin
Danny Rubin (1957) é um ator, roteirista, escritor e palestrante estadunidense, mais conhecido por haver co-redigido o roteiro do filme Feitiço do Tempo junto a Harold Ramis.

## Biografia
Rubin formou-se em Biologia pela Brown University e fez mestrado em Rádio, Televisão e Cinema pela Northwestern University; durante muitos anos escreveu peças e atuou em companhias amadoras de teatro, passou a escrever roteiros para filmes comerciais e programas infantis de televisão, até que começou a fazer roteiros de cinema em 1993 com Hear No Evil e Feitiço do Tempo, com o qual foi premiado com o BAFTA.
Morando no Novo México, é casado com Louise Rubin, uma bibliotecária e arquiteta com quem tem dois filhos; ele já proferiu palestras sobre roteiro em diversas instituições e faculdades, sendo o primeiro a fazê-lo entre 2008 e 2013 na Universidade de Harvard.